# Nokia 1208

Nokia 1208 este produsă de compania Nokia.Telefonul cântărește 77 de grame.

Caracteristici
- GSM 900/1800
- Memorie internă: 4 MB
- Ecran de 1.5 inchi CSTN de 96 x 68 de pixeli și până la 65.536 de culori[1]
- Lanternă
- SMS
- taste One Touch
- Tastatura rezistentă la praf
- 32 de tonuri de apel polifonice la calitate MP3